# 二密河站
二密河站位于吉林省通化县二密镇，是梅集铁路上的铁路车站。车站由中国铁路沈阳局集团通化车务段管辖的四等站，车站办理货运业务和列车接发、会让等工作，设有通往通化信通粮食储备和通化化工股份的专用线。
车站随梅集铁路始建于1935年，1940年建成通车。1980年曾进行电气集中改造:491。作为通化普速外迁工程的一部分，车站于2024年进行站场改造，以承接原通化站的货运业务，2025年集装箱作业区完成混凝土浇筑。